# Ovartaci - Kunstner på psykiatrisk hospital
Ovartaci - Kunstner på psykiatrisk hospital er en portrætfilm skrevet og instrueret af Jørgen Vestergaard.

## Handling
Han hed Louis Marcussen, men kaldte sig Ovartaci. I dette liv var han maler, men han havde levet tusinde liv. Som sommerfugl, som kineser, som ægypter, som tiger og som puma. Som mand, men mest som kvinde. Ovartaci var udlært malersvend i Ebeltoft og emigrerede i 1923 til Argentina, hvor han blev psykisk syg. Efter seks år vendte han hjem og blev tvangsindlagt på Psykiatrisk Hospital i Århus, hvor han udfoldede en stor kunstnerisk produktivitet til sin død i 1985. Med udgangspunkt i hans billeder og skulpturer, der er formet som en særpræget hyldest til det kvindelige, fortæller filmen om Ovartacis sjælevandring og om hans selvfremkaldte kønsskifte.